# Hagenvoorde
Hagenvoorde was een havezate in de Wijhese buurtschap en marke Tongeren, schoutambt Wijhe. De oudste bekende vernoeming stamt uit de periode rond 1400.
Hagenvoorde kwam al vroeg in het bezit van de familie Van Voerst. Een van de bekendste bewoners van de havezate was Transisalanus Adolphus van Voorst tot Hagenvoorde van Bergentheim, onder andere luitenant-stadhouder van Gorkum en hofmeester en hoveling van Prins Willem III.
Hagenvoorde is in 1810 afgebroken. Het landgoed Hagenvoorde, bij afbraak van het huis 46 bunder groot, bestaat tegenwoordig nog wel.
Ahnem · Den Alerdinck · Arendshorst · Arkelstein · Averbergen · Beerze · Den Berg · Bergentheim · Blankena · Borgele · Boskamp · Boxbergen · Bredenhorst · Buckhorst · Campherbeek · Collendoorn · Den Dam · Dieze · Dingshof · Den Doorn · Hof te Dorth · Eerde · Egede · De Gelder · Gerner · Glinthuis · Gramsbergen · De Groote Scheere · De Grote Weede · De Haere · Haerst · Hagenvoorde · Heemse · Herxen · Hoenlo · Hofstede · 't Hogeholt · Hogenhof · 't Hoogehuis · Junne · Kranenburg · Krijtenberg · De Kuile · Het Laar · Langeveldslo · Leemcule · Luttenberg · Melenhorst · Mennigjeshave · Nijenhuis · Oosterveen · Den Ordel · De Pol · Pothof · Rande · Rechteren · Het Reelaer · Rhaan · Rollecate · Rutenberg · Schoonheten · Schuilenburg · Vechterweerd · Velner · Venebrugge · Verborg · Voorst · Vrieswijk · Werkeren · Westerveld · Windesheim · Wittenstein · Wolfshagen · Zuthem